# (1622) Chacornac
(1622) Chacornac es un asteroide que forma parte del cinturón de asteroides y fue descubierto el 15 de marzo de 1952 por Alfred Schmitt desde el Real Observatorio de Bélgica, Uccle.

## Designación y nombre
Chacornac fue designado inicialmente como 1952 EA.
Más adelante se nombró en honor del astrónomo francés Jean Chacornac (1823-1873), descubridor de seis asteroides entre 1853 y 1860.

## Características orbitales
Chacornac orbita a una distancia media del Sol de 2,235 ua, pudiendo acercarse hasta 1,869 ua. Su excentricidad es 0,1634 y la inclinación orbital 6,459°. Emplea 1220 días en completar una órbita alrededor del Sol.